# Stanford Zent
Stanford Rhode Zent est un anthropologue américain né le 24 septembre 1956. Il travaille comme chercheur et professeur au département d'anthropologie de l'Institut vénézuélien de recherche scientifique depuis 1996.

## Apport scientifique - Terralingua
Stanford Zent est le chercheur principal du projet Terralingua - Methodology for Developing a Traditional Environmental Knowledge Vitality Index (TEKVI). 
Il effectue des recherches sur l'anthropologie écologique, l'ethnobiologie, les connaissances traditionnelles de l'environnement, la conservation bioculturelle et les cultures indigènes des basses terres d'Amérique du Sud notamment.
Il a mené des études à long terme sur le terrain chez les Piaroas, Jotí et les groupes E'ñepa autochtones de la forêt tropicale vénézuélienne depuis 1984.

## Diplômes universitaires
- Baccalauréat ès sciences (B.Sc.), université Tulane, 1977[1].
- Maîtrise ès arts (M.A.), université Columbia, 1982[1].
- Master of Philosophy (M.Phil.), université Columbia, 1983[1].
- Doctorat en philosophie (Ph.D.), université Columbia, 1992. Titre de la thèse: Historical and Ethnographic Ecology of the Upper Cuao River Wothiha: Clues for anInterpretation of Native Guianese Social Organization[3],[1].